# Cnestis ferruginea
Cnestis ferruginea es una especie de arbusto perteneciente a la familia Connaraceae que es originaria de África tropical. Donde es bien conocida como una planta medicinal. 

## Descripción
Un arbusto o árbol que alcanza un tamaño de hasta 6 m de altura en los bosques caducifolios y matorrales secundarios, es una especie común en toda la región del Senegal a Camerún Occidental y en otras partes de África. Sus frutos escarlatas tienen valor como planta ornamental. 

## Usos
Los tallos son utilizados por los Igbos en Nigeria para la confección de arcos. La corteza se obtiene un tinte rojo que se utiliza por los Mendes de Sierra Leona para teñir la ropa teñido. La corteza en polvo se frota en las encías en Nigeria para la piorrea. En Costa de Marfil, una pasta de raíz de corteza se frota sobre la frente para el dolor de cabeza, y con la adición de cenizas de corteza quemada de Calpocalyx aubrevillei (Leguminosae: Mimosoideae) (en forma de sal vegetal) se da como un estimulante del apetito en casos de enfermedad. Las hojas son laxantes y son tomadas por los Yoruba en decocción. Una decocción de hojas se da en Zaire para tratar la bronquitis y como abortivo. La savia se coloca en los párpados e instila en los ojos en Costa de Marfil para problemas oculares, y las hojas o las raíces, se usan para la dismenorrea.  Entran en remedios para el tratamiento de las infecciones de la piel en Nigeria, y el examen ha mostrado acción contra Sarcina lutea y Staphylococcus aureus, pero ninguna acción contra organismos Gram-ve, ni los hongos. Las raíces son utilizadas por las mujeres en la provincia de Benín como la pomada para la piel. La decocción se toma en Costa de Marfil-Alto Volta como afrodisíaco, y por enema para problemas ginecológicos y para la disentería y la descarga uretral. Las raíces se utilizan como un remedio contra la mordedura de serpiente en Senegal, aunque se han expresado dudas sobre su eficacia en Ghana. La savia de las raíces, o las raíces en polvo, se aplica a las ventanas de la nariz para la migraña y sinusitis en Ghana y en Costa de Marfil, Alto Volta.  La fruta contiene una pulpa suave, jugosa, algo amarga y ácida. Es ampliamente utilizada para frotar en los dientes para limpiar y blanquearlos.

## Propiedades
La fruta es astringente y se mastica para la higiene bucal. En extractos de la fruta se han encontrado efectos antimicrobianos, especialmente contra las bacterias gram-positivas.

## Taxonomía
Cnestis ferruginea fue descrita por Augustin Pyrame de Candolle y publicado en Prodromus Systematis Naturalis Regni Vegetabilis 2: 87. 1825.
Sinonimia
- Agelaea ferruginea Sol. ex Planch.
- Cnestis fraterna Planch.
- Cnestis oblongifolia Baker
- Cnestis togoensis Gilg
- Spondioides ferrugineum Smeathman ex DC.[4]